# Diplobodes africanus
Diplobodes africanus är en kvalsterart som beskrevs av Sandór Mahunka 1987. Diplobodes africanus ingår i släktet Diplobodes och familjen Carabodidae. Inga underarter finns listade i Catalogue of Life.